# Hesitation Marks
Albums de Nine Inch Nails
The Slip
(2008) Not The Actual Events
Hesitation Marks est le huitième album studio composé par le groupe de rock industriel américain Nine Inch Nails, commercialisé le 3 septembre 2013,,,. Il s'agit de leur premier album depuis The Slip en 2008, et le premier distribué par Columbia Records.

## Développement
L'album est annoncé pour la première fois par Trent Reznor le 28 mai 2013 dans un message sur le site nin.com. 
Deux versions de l'album sont disponibles, chacune ayant bénéficié d'un mastering différent. Une version dite "loud" plus agressive et lourde, c'est la version standard de l'album trouvable dans le commerce, et une version "audiophile" plus proche des enregistrements studio et de ce que Trent Reznor avait en tête, téléchargeable sur le site de NIN après achat de la version standard. Reznor explique ce double traitement par la tendance de la musique actuelle à vouloir toujours sonner plus lourde et agressive, ayant conscience de ça et ne voulant cependant pas sacrifier sa vision initiale, il décida donc de proposer deux versions. Il précise également qu'aucune des deux versions n'est supérieure à l'autre, la version "audiophile" est simplement un cadeau pour les fans ayant le matériel et le goût pour déceler les détails et subtilités dont un auditeur moyen n'a cure.

## Pistes
Toutes les chansons sont écrites et composées par Trent Reznor.
| No  | Titre                     | Durée |
| --- | ------------------------- | ----- |
| 1.  | The Eater of Dreams       | 0:52  |
| 2.  | Copy of A                 | 5:23  |
| 3.  | Came Back Haunted         | 5:17  |
| 4.  | Find My Way               | 5:16  |
| 5.  | All Time Low              | 6:18  |
| 6.  | Disappointed              | 5:44  |
| 7.  | Everything                | 3:20  |
| 8.  | Satellite                 | 5:03  |
| 9.  | Various Methods of Escape | 5:01  |
| 10. | Running                   | 4:08  |
| 11. | I Would for You           | 4:33  |
| 12. | In Two                    | 5:32  |
| 13. | While I'm Still Here      | 4:03  |
| 14. | Black Noise               | 1:29  |

## Musiciens additionnels
- Pino Palladino
- Lindsey Buckingham
- Adrian Belew
- Alessandro Cortini
- Eugene Goreshter Autolux
- Ilan Rubin
- Joshua Eustis